# Steffen Weinhold
Steffen Weinhold (ur. 19 lipca 1986 w Fürth) – niemiecki piłkarz ręczny, reprezentant kraju grający na pozycji prawego rozgrywającego. Od sezonu 2014/15 występuje w Bundeslidze, w drużynie THW Kiel.

## Sukcesy

### klubowe
Mistrzostwa Niemiec:
- -  2015, 2020, 2021
  -  2013, 2015, 2019
  -  2014, 2016, 2017

Liga Mistrzów:
- -  2014
  -  2021/2022

Superpuchar Niemiec:
- -  2013, 2015, 2020, 2021

Puchar EHF:
- -  2008
  -  2011

### reprezentacyjne

#### Igrzyska Olimpijskie
- (2016)